# Нимрана
Нимрана (англ. Neemrana, хинди नीमराना) — город в округе Алвар в штате Раджастхан, Индия.

## География и климат
Город Нимрана находится на северо-востоке Раджастхана, на полпути между Джайпуром и столицей страны Дели, приблизительно на расстоянии 155 километров от каждого из них. Погодные условия типичны для Раджастхана; климат сухой с перерывами на период дождей во время летних муссонов. Количество осадков составляет приблизительно 550 мм в год.

## Население
Отмечен быстрый и значительный рост населения в городе: если в 2001 году население Нимраны составляло 4.217 человек, то в 2011 году здесь было уже 7.143 жителя. К 2019 году в Нимране насчитывается более 9 тысяч человек. Количество мужчин превышает число женщин на 12 %. В религиозном отношении подавляющее большинство населения — индуисты (ок. 98 %), оставшиеся 2 % — мусульмане. Разговорными языками являются хинди и раджастхани.

## История
В течение длительного времени в Средневековье раджи Нимраны враждовали и соперничали с правителями княжества Алвар.

## Экономика
Основой экономики города и его окрестностей является сельское хозяйство, в котором занято подавляющее большинство населения Нимраны. В городе имеются также ремесленные мастерские, развита местная мелкая торговля. Дворцовый комплекс раджи Нимраны привлекает в город туристов.

## Достопримечательности
На высоте примерно в 550 метров над уровнем моря на одном из холмов над годом находится княжеский дворец, построенный в XV столетии одним из представителей династии Чаухан. Постройка, являющаяся также крепостью, выдержана в индо-мусульманском архитектурном стиле, и достраивалась вплоть до XVIII века. В 1990 -е годы дворец был реконструирован и в настоящее время представляет собой отель класса «люкс», рассчитанный в основном на иностранных туристов.

## Галерея

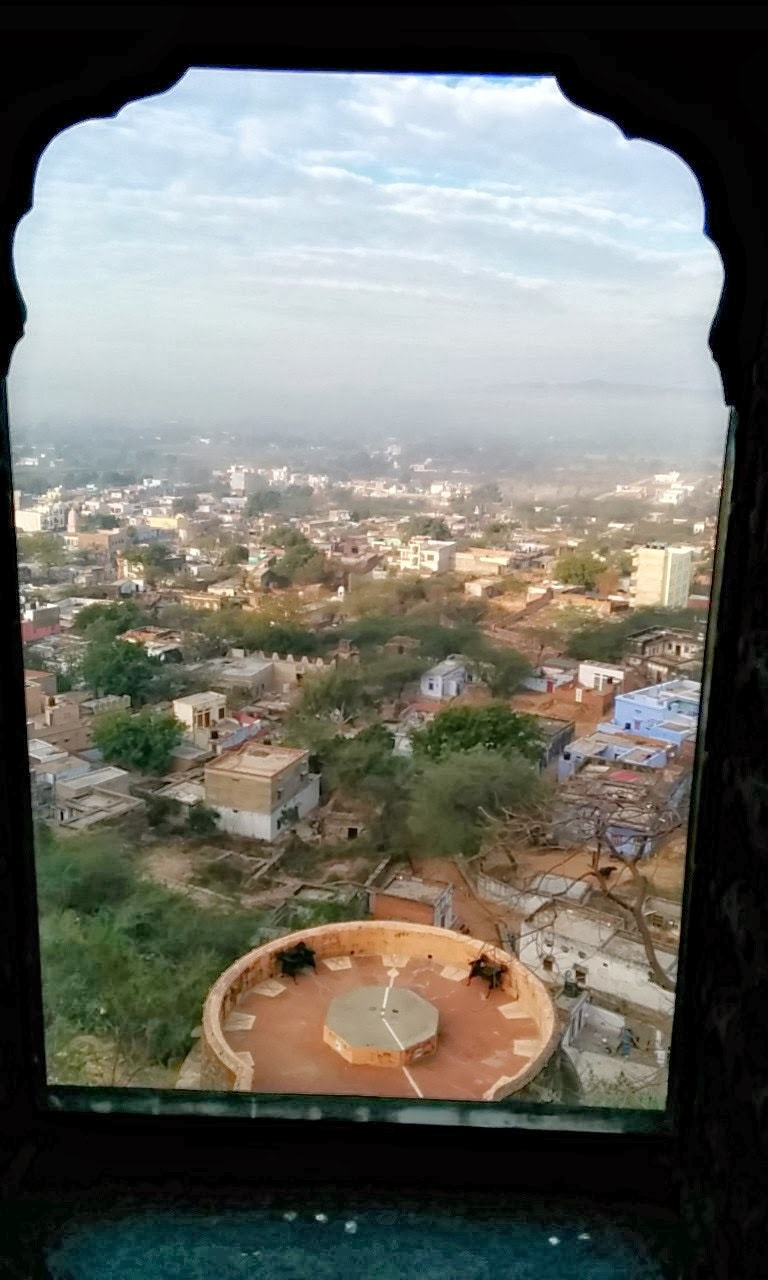
Вид на город из дворца
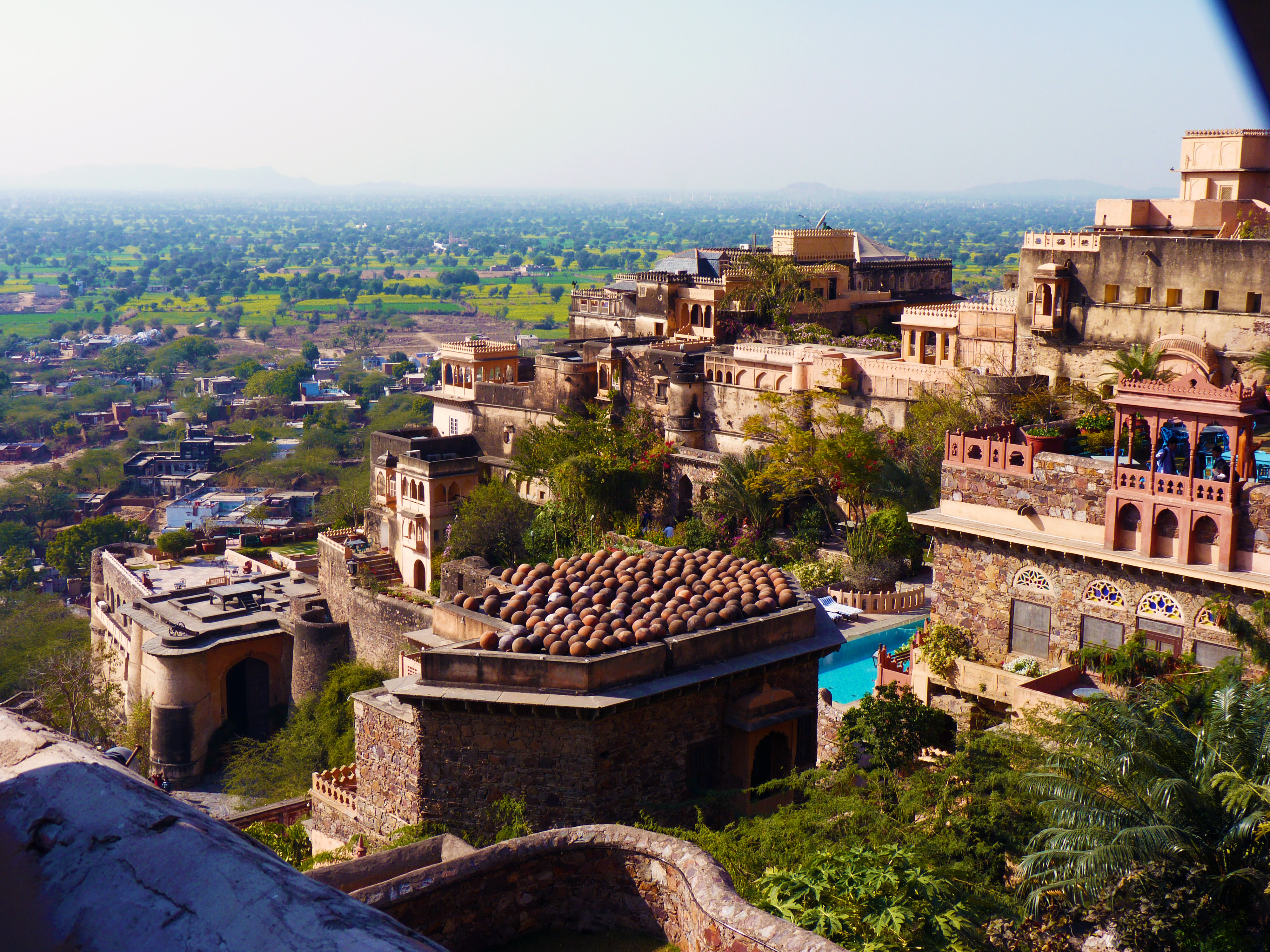
Дворец раджи над городом Нимрана
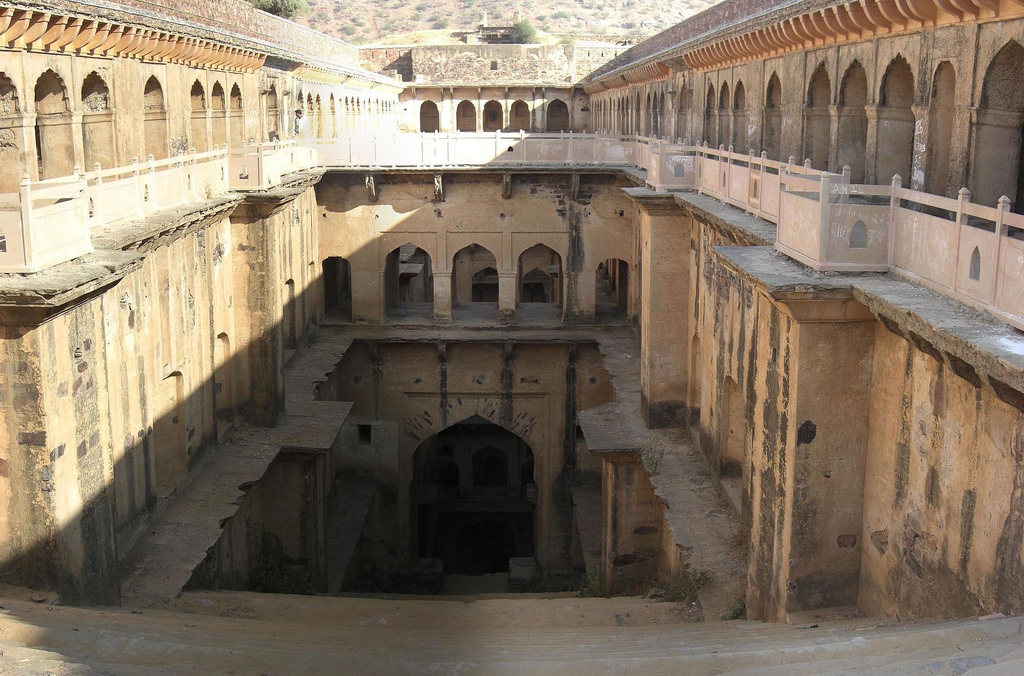
«Рани ки Баоли», ступенчатый колодец во дворце
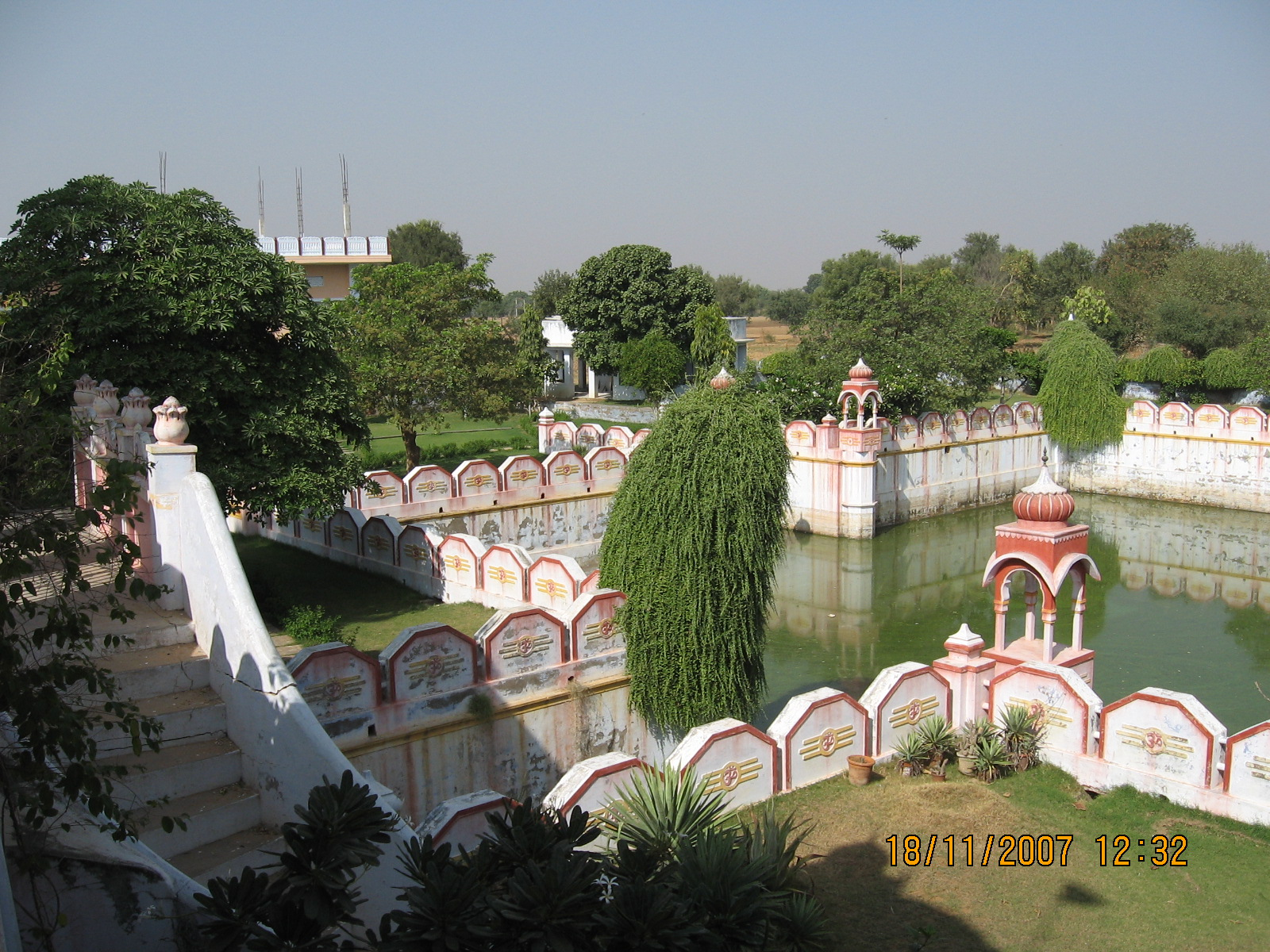
Дворцовый сад раджи
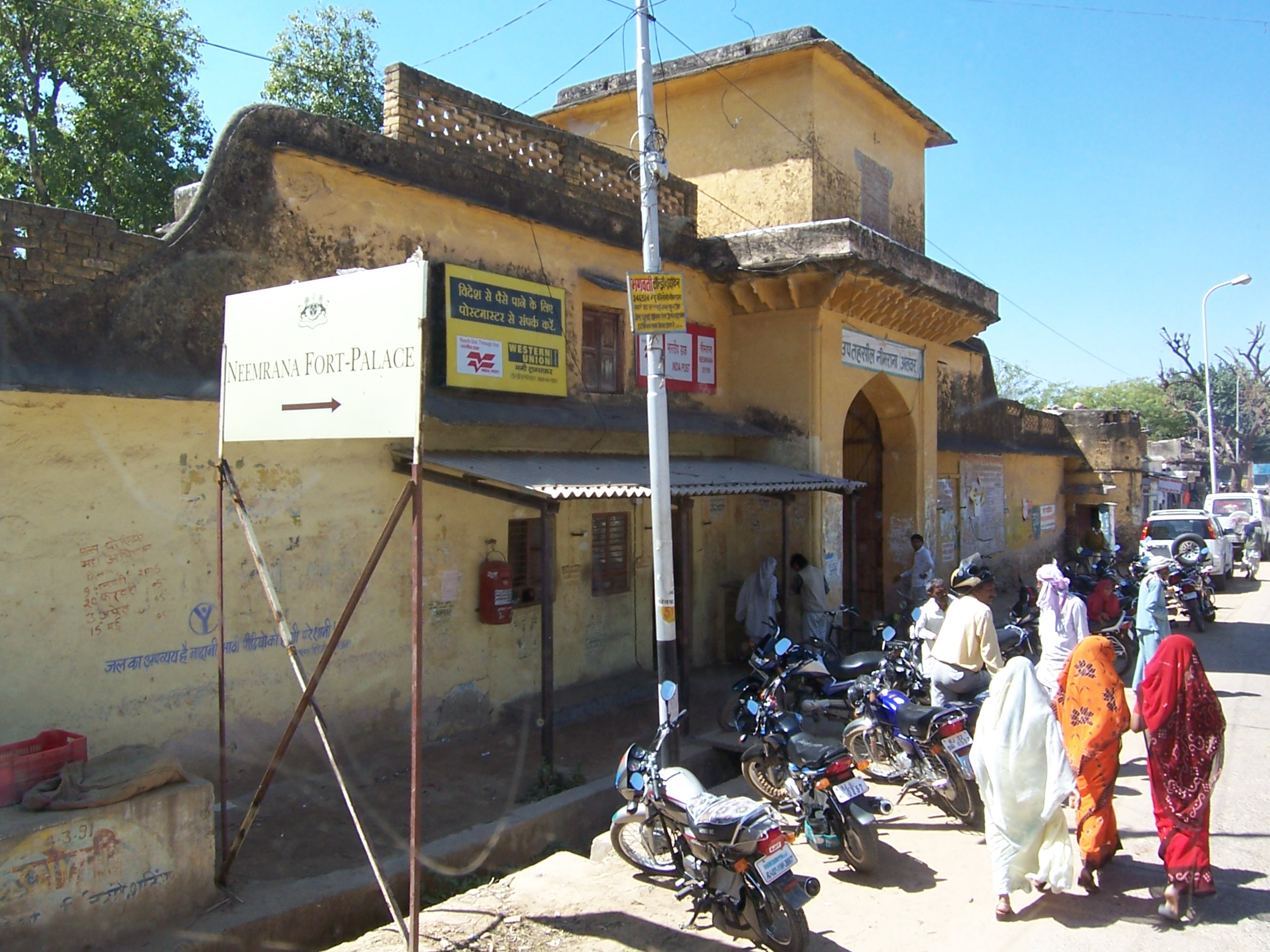
На улицах Нимраны

## Доолнения
- Neemrana, Hotel — Fotos + Infos (на английском языке)